# Batalha de Liaoyang
A Batalha de Liaoyang (em japonês: 辽阳会戦Ryōyō Kaisen) (24 agosto - 5 setembro de 1904) foi uma das grandes batalhas terrestres da Guerra Russo-Japonesa.
Enquanto o exército japonês estabeleceu-se na frente de Lüshunkou para um cerco, uma grande força do Marechal Oyama moveu-se a norte para garantir o entroncamento ferroviário estrategicamente localizado em Liaoyang, no Shenyang, impulsionado no Extremo Oriente da China, em Manchúria.

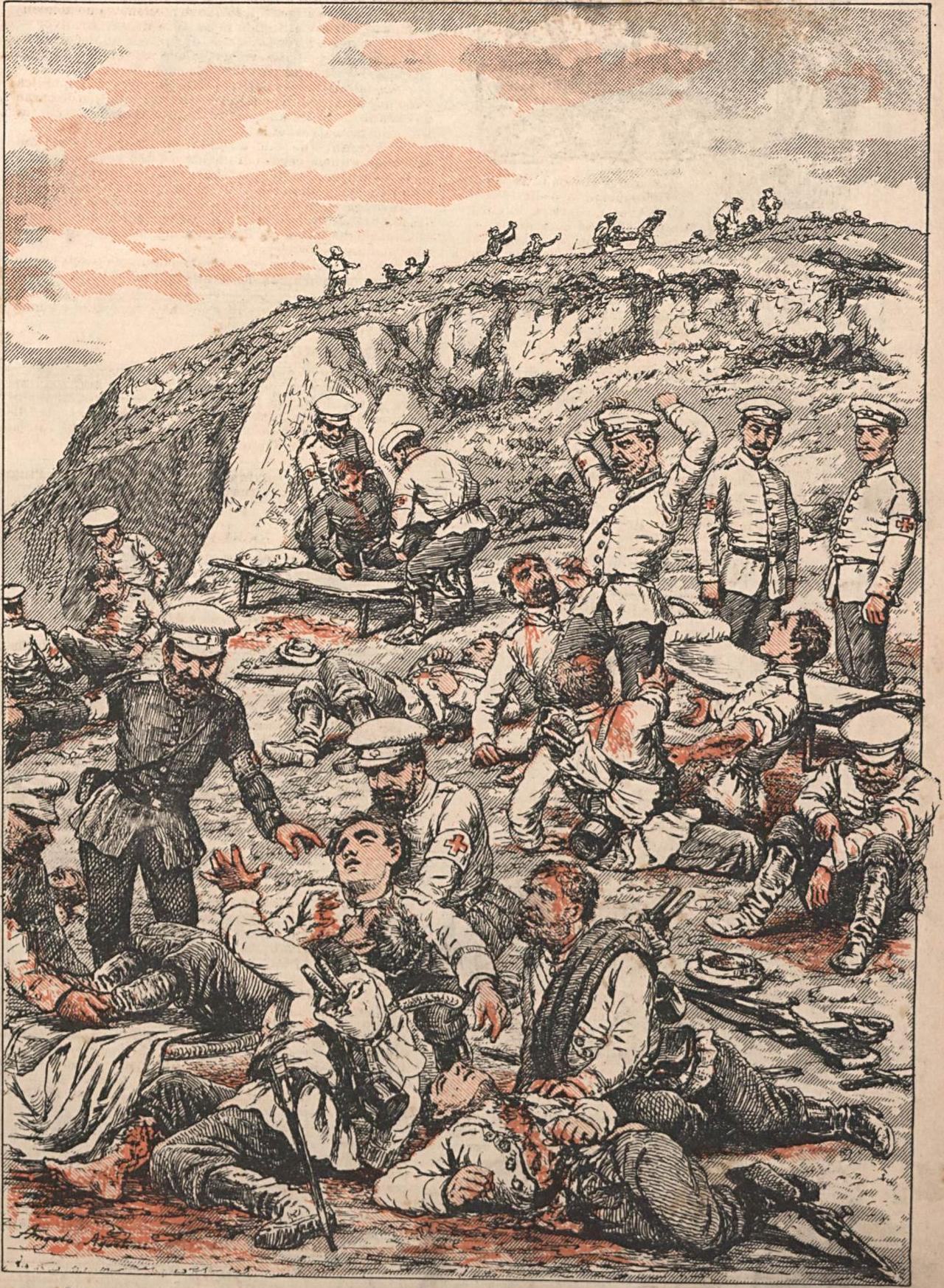
Transporte de feridos russos pela Cruz Vermelha após a Batalha de Liaoyang (por Angelo Agostini, publicada em O Malho, nº 111, 29/10/1904).

A batalha começou em 25 de agosto de 1904, com 158 000 fortes do exército russo.
Em 26 de Agosto de 1904, o Primeiro Exército Japonês tomou Kosarei Peak e Hung-sha a sudeste da cidade de Liaoyang. O General Alexei Kuropatkin, Comandante-em-chefe do exército russo, acreditava que tinha sido derrotado e retirou-se da linha de defesa russa, com os japoneses os perseguindo.
De 29-30 agosto de 1904, as tropas russas conseguiram repelir os ataques intensos dos japoneses sobre as principais linhas de defesa russas ao sul de Liaoyang. Até 31 de agosto de 1904, o Primeiro Exército japonês estava cruzando o rio a nordeste de Liaoyang.
Em 4 de Setembro de 1904, após alguns dias de contra-ataques ineficazes, Kuropatkin decidiu evacuar Liaoyang para Mukden no início da manhã. A cidade infelizmente também foi atacada para o sucesso dos japoneses.
A batalha contribuiu para a grande derrota russa no ano seguinte na Batalha de Mukden.

## Galeria
As forças russas foram apoiadas por observadores em uma variedade de balões, fornecendo monitoramento aéreo da batalha em andamento.

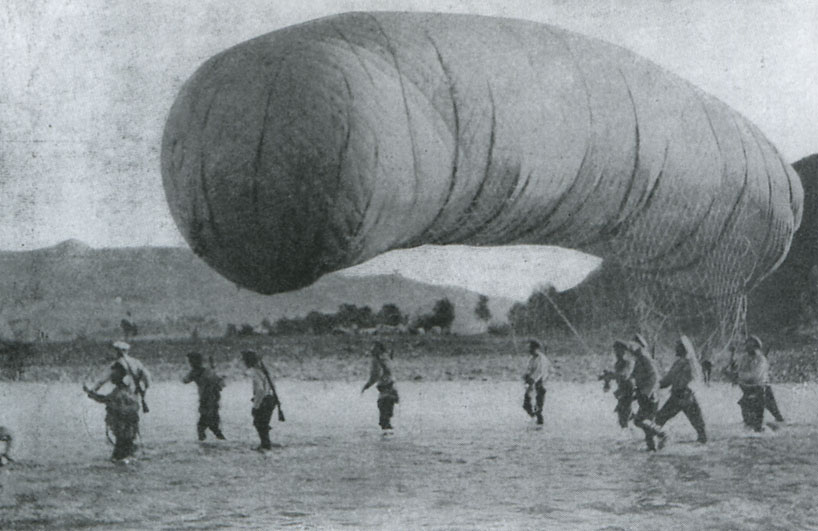
Batalha de Liaoyang, tripulação russa de manipuladores de balões no chão
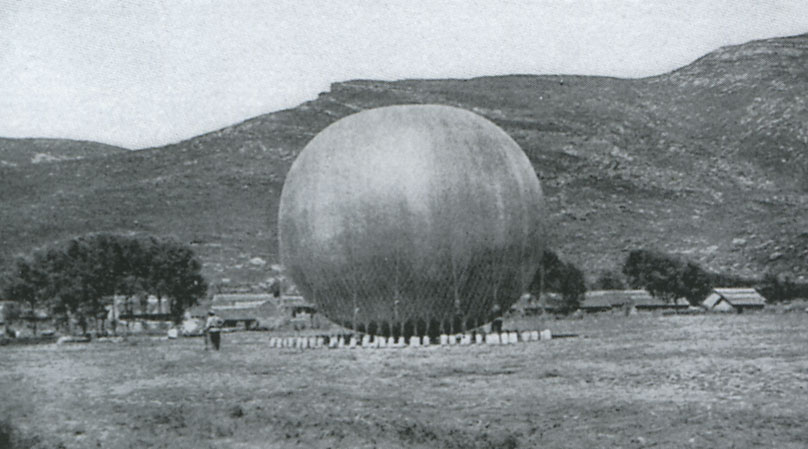
Batalha de Liaoyang, balão russo ancorado entre missões
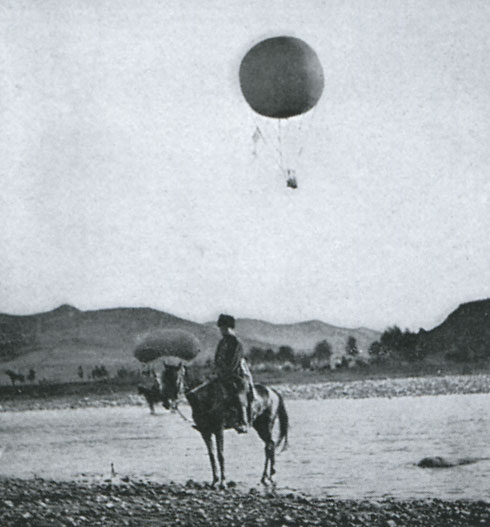
Batalha de Liaoyang, balão de observação russo no ar
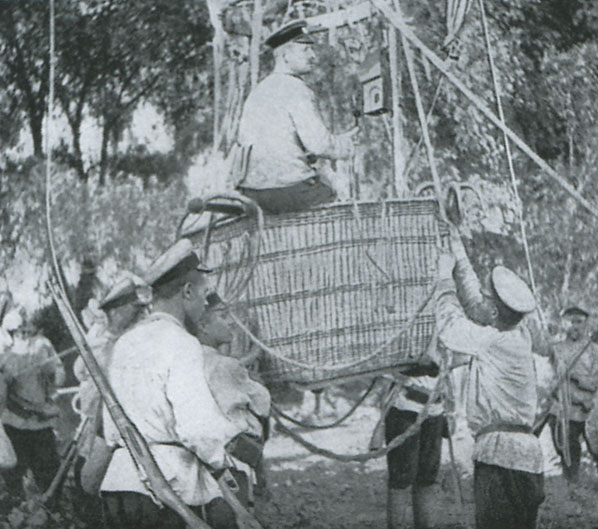
Batalha de Liaoyang, balão russo, observadores na cesta
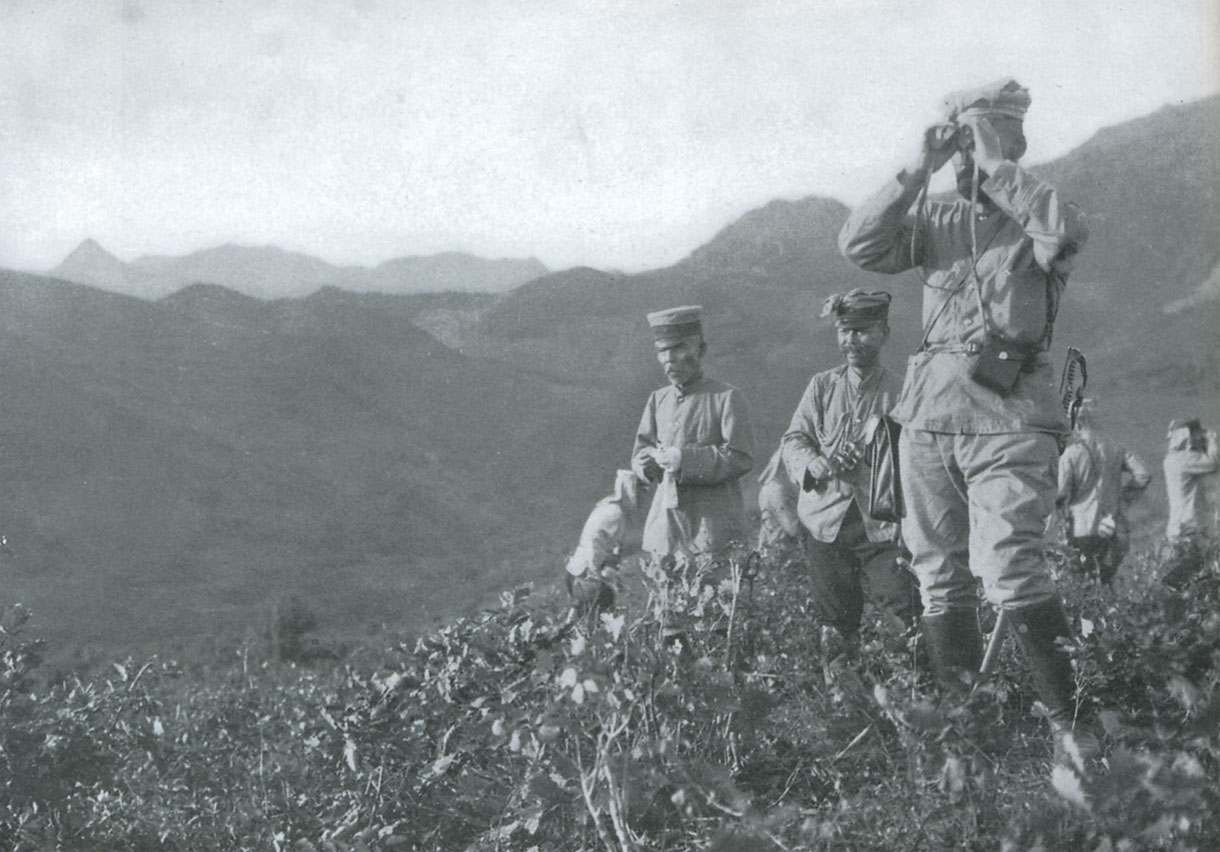
General japonês Kuroki Tamemoto e chefe de gabinete Fujii Shigeta